# Альфредо Паласіо Гонсалес
Лу́їс Альфре́до Пала́сіо Гонса́лес (ісп. Luis Alfredo Palacio González; 22 січня 1939 — 22 травня 2025) — еквадорський хірург-кардіолог, віцепрезидент у 2003—2005 та президент країни у 2005—2007 роках.

## Життєпис
Здобув медичну освіту в рідному місті та Клівленді, потім проходив інтернатуру в Сент-Луїсі. Викладав у Ґуаякільському університеті. З 1992 до 1996 року обіймав посаду міністра охорони здоров'я. 2002 пристав на пропозицію Лусіо Гутьєрреса стати кандидатом у віце-президенти та здобув перемогу.
Після усунення Гутьєрреса від влади 2005 року Конгрес обрав Паласіо його наступником. Сформувавши кабінет із представників лівих сил, Паласіо завершив президентський термін Гутьєрреса. 2006 Паласіо висунув свою кандидатуру на пост генерального директора Всесвітньої організації охорони здоров'я, але за кілька тижнів до голосування президент її зняв, заявивши про бажання зосередитись на останніх місяцях управління країною.